# Bansko
Bansko (bulharsky Банско) je město ležící v jihozápadním Bulharsku, v údolí na úpatí severního Pirinu. Je správním střediskem stejnojmenné obštiny a má přibližně 9 100 obyvatel.

## Historie
První písemná zmínka je z roku 1576 z osmanského censu. Do 18. století to byla odlehlá horská dědina, jejíž obyvatelé se živili pastevectvím. Poté začala přerůstat ve významnější trhovou vesnici. Díky stykům se širším okolím se Bansko stalo jedním z center bulharského obrození již na konci onoho století. Zdejší církevní činitelé se zasloužili o osamostatnění bulharské pravoslavné církve od řecké. Hospodářský rozvoj pokračoval i v 19. století – v roce 1867 zde bylo zaznamenáno 4 až 5 tisíc obyvatel, vesměs Bulharů. Město patří k Bulharsku poté, co ho Bulhaři obsadili 5. října 1912 během první balkánské války.

## Obyvatelstvo
K 15. září 2024 ve městě žilo 9 088 obyvatel a bylo zde trvale hlášeno 9 742 obyvatel. Podle sčítání 1. února 2011 bylo národnostní složení následující:
- Bulhaři: 8 208 (97.0 %)
- Romové: 196 (2.3 %)
- Turci: 3 (0.0 %)
- ostatní[p 2]: 53 (0.6 %)

## Hospodářství
Město je významným sportovním střediskem, a to především díky zimním sportům. Je zde 75 km lyžařských sjezdových tratí a 16km běžecká trať vybavená umělým zasněžováním. Sezóna zde trvá od prosince do května.